# Григор'єв Костянтин Костянтинович
Костянтин Костянтинович Григор'єв (рос. Константи́н Константи́нович Григо́рьев; 18 лютого 1937, Ленінград — 26 лютого 2007, Санкт-Петербург) — російський радянський актор театру і кіно, сценарист. Заслужений артист Російської Федерації (2002).

## Біографія
У 1958—1966 роках працював та навчався у школі-студії при Театрі імені Лєнсовєта.
З 1967 року знімався у кіно. У 1981—1983 роках грав у МХАТі.
17 лютого 1984 був побитий в ресторані московського Будинку актора, у нього був проломлений череп, два тижні провів у комі, після чого фактично втратив здатність говорити і зніматися в кіно.
У 1989 році розлучився з дружиною, на початку 1990-х повернувся в Санкт-Петербург. Про останні роки життя мало що відомо.

## Фільмографія
- 1967: Війна під дахами —  Микита Пінчук
- 1969: Сини йдуть у бій —  Микита Пінчук
- 1973: Земля Санникова —  очевидець парі
- 1975: Раба любові:  капітан Федотов, начальник контррозвідки
- 1977: Ходіння по муках —  матрос Чугай
- 1977: Трактир на П'ятницькій —  бандит «Сірий»
- 1977: Транссибірський експрес —  Шнайдер
- 1978: Сибіріада —  геолог-дослідник Гур'єв
- 1979: Антарктична повість —  Семенов
- 1979: Шукай вітру...:  Павло
- 1980: Не стріляйте в білих лебедів —  пасажир
- 1981: Люди на болоті
- 1981: Чорний трикутник —  Леонід Борисович Косачівської
- 1982: Острів скарбів:  капітан Смоллет
- 1982: Пікова дама —  Нарумов
- 1983: Зелений фургон —  Начоперот
- 1983: Господиня дитячого будинку —  Семен Потапов
- 1983: Шурочка —  Назанский
- 1984: Хто сильніший його —  Лекарь Буймов
- 1984: Лев Толстой —  купець
- 1991: По Таганці ходять танки —  Кравченко